# Olympische Jugend-Sommerspiele 2010/Teilnehmer (Malta)
| Gelbes Symbol für Goldmedaillen mit stilisierten Olympischen Ringen | Graues Symbol für Silbermedaillen mit stilisierten Olympischen Ringen | Braundes Symbol für Bronzemedaillen mit stilisierten Olympischen Ringen |
| ------------------------------------------------------------------- | --------------------------------------------------------------------- | ----------------------------------------------------------------------- |
| —                                                                   | —                                                                     | —                                                                       |

Die Jugend-Olympiamannschaft von Malta für die I. Olympischen Jugend-Sommerspiele vom 14. bis 26. August 2010 in Singapur bestand aus vier Athleten. Fahnenträger bei der Eröffnungsfeier war der Judoka Jeremy Saywell. Dieser konnte im gemischten Mannschaftswettbewerb eine Silbermedaille gewinnen, welche jedoch nicht in die offizielle Medaillenwertung einfloss.

## Athleten nach Sportarten

### Judo
Jungen
- Jeremy Saywell
Silber  Mixed

### Leichtathletik
Mädchen
- Tamara Vella
- Marija Sciberras

### Schwimmen
Jungen
- Mark Sammut